# 200 mètres féminin aux championnats du monde d'athlétisme 2019
Pour un article plus général, voir Championnats du monde d'athlétisme 2019.
Navigation
Londres 2017 Eugene 2021
L'épreuve du 200 mètres féminin des  championnats du monde de 2019 se déroule les 30 septembre, 1er et 2 octobre 2019 dans le Khalifa International Stadium, au Qatar. Il est remporté par la Britannique Dina Asher-Smith. 

## Critères de qualification
Pour se qualifier pour les championnats, il faut avoir réalisé 23 s 02 ou moins entre le 7 septembre 2018 au 6 septembre 2019.

## Records et performance

### Records
Les records du 200 m femmes (mondial, des championnats et par continent) étaient avant les championnats 2019 les suivants :
| Record du monde                                                | Florence Griffith-Joyner   | États-Unis | 21 s 34 | Séoul, Corée du Sud  | 29 septembre 1988 |
| Record des championnats                                        | Dafne Schippers            | Pays-Bas   | 21 s 63 | Pékin, Chine         | 28 août 2015      |
| Record d'Afrique                                               | Blessing Okagbare          | Nigeria    | 22 s 04 | Abilene, États-Unis  | 24 mars 2018      |
| Record d'Asie                                                  | Li Xuemei                  | Chine      | 22 s 01 | Shanghai, Chine      | 22 octobre 1997   |
| Record d'Europe                                                | Dafne Schippers            | Pays-Bas   | 21 s 63 | Pékin, Chine         | 28 août 2015      |
| Record d'Amérique du Nord, d'Amérique centrale et des Caraïbes | Florence Griffith-Joyner   | États-Unis | 21 s 34 | Séoul, Corée du Sud  | 29 septembre 1988 |
| Record d'Amérique du Sud                                       | Ana Cláudia Lemos da Silva | Brésil     | 22 s 48 | São Paulo, Brésil    | 6 août 2011       |
| Record d'Océanie                                               | Melinda Gainsford-Taylor   | Australie  | 22 s 23 | Stuttgart, Allemagne | 13 juillet 1997   |

### Meilleures performances de l'année 2019
Les dix athlètes les plus rapides de l'année sont, avant les championnats, les suivantes.
| 1  | Shaunae Miller-Uibo     | Bahamas       | 21 s 74 | Zurich    | 29 août 2019    |
| 2  | Elaine Thompson         | Jamaïque      | 22 s 00 | Kingston  | 23 juin 2019    |
| 3  | Blessing Okagbare       | Nigeria       | 22 s 05 | Palo Alto | 30 juin 2019    |
| 4  | Dina Asher-Smith        | Royaume-Uni   | 22 s 08 | Zurich    | 29 août 2019    |
| 5  | Anglerne Annelus        | États-Unis    | 22 s 16 | Austin    | 8 juin 2019     |
| 6  | Sha'Carri Richardson    | États-Unis    | 22 s 17 | Austin    | 8 juin 2019     |
| 7  | Shelly-Ann Fraser-Pryce | Jamaïque      | 22 s 22 | Kingston  | 23 juin 2019    |
| 8  | Mujinga Kambundji       | Suisse        | 22 s 26 | Bâle      | 24 août 2019    |
| 9  | Marie-Josée Ta Lou      | Côte d'Ivoire | 22 s 36 | Londres   | 20 juillet 2019 |
| 10 | Cambrea Sturgis         | États-Unis    | 22 s 40 | Austin    | 8 juin 2019     |

## Résultats

### Médaillés
| Or               | Argent         | Bronze            |
| Dina Asher-Smith | Brittany Brown | Mujinga Kambundji |

### Finale
| Rang               | Couloir | Athlète            | Pays        | Temps   | Notes |
| ------------------ | ------- | ------------------ | ----------- | ------- | ----- |
| Médaille d'or      | 7       | Dina Asher-Smith   | Royaume-Uni | 21 s 88 | NR    |
| Médaille d'argent  | 6       | Brittany Brown     | États-Unis  | 22 s 22 | PB    |
| Médaille de bronze | 4       | Mujinga Kambundji  | Suisse      | 22 s 51 |       |
| 4                  | 5       | Anglerne Annelus   | États-Unis  | 22 s 59 |       |
| 5                  | 8       | Dezerea Bryant     | États-Unis  | 22 s 63 |       |
| 6                  | 2       | Gina Bass          | Gambie      | 22 s 71 |       |
| 7                  | 3       | Ivet Lalova-Collio | Bulgarie    | 22 s 77 |       |
| 8                  | 9       | Tynia Gaither      | Bahamas     | 22 s 90 |       |

### Demi-finales
Les 2 premières de chaque série (Q) et les 2 plus rapides (q) se qualifient pour la finale.
| Rang | Série | Athlète                 | Nationalité            | Temps             | Notes |
| ---- | ----- | ----------------------- | ---------------------- | ----------------- | ----- |
| 1    | 3     | Dina Asher-Smith        | Royaume-Uni            | 22 s 16           | Q     |
| 2    | 2     | Brittany Brown          | États-Unis             | 22 s 46           | Q     |
| 3    | 1     | Anglerne Annelus        | États-Unis             | 22 s 49 (.482 ms) | Q     |
| 4    | 1     | Mujinga Kambundji       | Suisse                 | 22 s 49 (.490 ms) | Q     |
| 5    | 3     | Dezerea Bryant          | États-Unis             | 22 s 56           | Q     |
| 6    | 2     | Tynia Gaither           | Bahamas                | 22 s 57           | Q, SB |
| 7    | 2     | Ivet Lalova-Collio      | Bulgarie               | 22 s 58           | q     |
| 8    | 3     | Gina Bass               | Gambie                 | 22 s 60           | q     |
| 9    | 1     | Crystal Emmanuel        | Canada                 | 22 s 65           | SB    |
| 10   | 1     | Aminatou Seyni          | Niger                  | 22 s 77           |       |
| 11   | 1     | Jodie Williams          | Royaume-Uni            | 22 s 78           |       |
| 12   | 3     | Maja Mihalinec          | Slovénie               | 22 s 81           |       |
| 13   | 3     | Lisa-Marie Kwayie       | Allemagne              | 22 s 83           |       |
| 14   | 2     | Bassant Hemida          | Égypte                 | 22 s 92           |       |
| 15   | 1     | Jamile Samuel           | Pays-Bas               | 23 s 02           |       |
| 16   | 2     | Carolle Zahi            | France                 | 23 s 03 (.028 ms) |       |
| 17   | 3     | Marileidy Paulino       | République dominicaine | 23 s 03 (.029 ms) | SB    |
| 18   | 1     | Tatjana Pinto           | Allemagne              | 23 s 11 (.109 ms) |       |
| 19   | 2     | Beth Dobbin             | Royaume-Uni            | 23 s 11 (.110 ms) |       |
| 20   | 1     | Shashalee Forbes        | Jamaïque               | 23 s 14           |       |
| 21   | 2     | Jessica-Bianca Wessolly | Allemagne              | 23 s 37           |       |
| 22   | 3     | Kamaria Durant          | Trinité-et-Tobago      | 23 s 44           |       |
| 23   | 3     | Anthonique Strachan     | Bahamas                | 25 s 44           |       |
|      | 2     | Elaine Thompson         | Jamaïque               | DNS               | DNS   |

### Séries
Les 3 premières de chaque séries (Q) et les 3 plus rapides (q) se qualifient pour les demi-finales.
| Rang | Série | Couloir               | Athlète                       | Nationalité            | Temps   | Notes    |
| ---- | ----- | --------------------- | ----------------------------- | ---------------------- | ------- | -------- |
| 1    | 4     | 7                     | Dina Asher-Smith              | Royaume-Uni            | 22 s 32 | Q        |
| 2    | 3     | 9                     | Brittany Brown                | États-Unis             | 22 s 33 | Q, PB    |
| 3    | 6     | 8                     | Anglerne Annelus              | États-Unis             | 22 s 56 | Q        |
| 4    | 4     | 6                     | Dezerea Bryant                | États-Unis             | 22 s 56 | Q        |
| 5    | 4     | 5                     | Tynia Gaither                 | Bahamas                | 22 s 57 | Q, SB    |
| 6    | 5     | 2                     | Aminatou Seyni                | Niger                  | 22 s 58 | Q, NR    |
| 7    | 3     | 5                     | Elaine Thompson               | Jamaïque               | 22 s 61 | Q        |
| 8    | 5     | 4                     | Tatjana Pinto                 | Allemagne              | 22 s 63 | Q, PB    |
| 9    | 5     | 8                     | Gina Bass                     | Gambie                 | 22 s 67 | Q        |
| 10   | 3     | 3                     | Lisa-Marie Kwayie             | Allemagne              | 22 s 77 | Q, PB    |
| 11   | 3     | 6                     | Maja Mihalinec                | Slovénie               | 22 s 78 | q, PB    |
| 12   | 2     | 7                     | Ivet Lalova-Collio            | Bulgarie               | 22 s 79 | Q        |
| 13   | 2     | 5                     | Jodie Williams                | Royaume-Uni            | 22 s 80 | Q        |
| 14   | 2     | 2                     | Mujinga Kambundji             | Suisse                 | 22 s 81 | Q        |
| 15   | 1     | 2                     | Anthonique Strachan           | Bahamas                | 22 s 86 | Q        |
| 16   | 2     | 6                     | Basant Hemida                 | Égypte                 | 22 s 88 | q        |
| 17   | 4     | 3                     | Jamile Samuel                 | Pays-Bas               | 22 s 90 | q, SB    |
| 18   | 6     | 9                     | Carolle Zahi                  | France                 | 22 s 99 | Q        |
| 19   | 4     | 8                     | Crystal Emmanuel              | Canada                 | 23 s 00 | q        |
| 20   | 3     | 2                     | Marileidy Paulino             | République dominicaine | 23 s 04 | q, SB    |
| 21   | 1     | 4                     | Kamaria Durant                | Trinité-et-Tobago      | 23 s 08 | Q        |
| 22   | 4     | 4                     | Jessica-Bianca Wessolly       | Allemagne              | 23 s 10 | q        |
| 23   | 6     | 3                     | Beth Dobbin                   | Royaume-Uni            | 23 s 14 | Q        |
| 24   | 1     | 3                     | Shashalee Forbes              | Jamaïque               | 23 s 15 | Q        |
| 25   | 5     | 3                     | Olga Safronova                | Kazakhstan             | 23 s 16 |          |
| 26   | 6     | 4                     | Krystsina Tsimanouskaya       | Biélorussie            | 23 s 22 |          |
| 27   | 6     | 5                     | Imke Vervaet                  | Belgique               | 23 s 24 | PB       |
| 28   | 2     | 9                     | Liang Xiaojing                | Chine                  | 23 s 27 |          |
| 29   | 1     | 6                     | Sarah Atcho                   | Suisse                 | 23 s 29 |          |
| 30   | 3     | 8                     | Gunta Vaičule                 | Lettonie               | 23 s 32 |          |
| 31   | 2     | 3                     | Mauricia Prieto               | Trinité-et-Tobago      | 23 s 33 |          |
| 32   | 4     | 2                     | Gloria Hooper                 | Italie                 | 23 s 33 |          |
| 33   | 4     | 9                     | Gulsumbi Sharifova            | Tadjikistan            | 23 s 45 |          |
| 34   | 6     | 7                     | Rafaéla Spanoudáki-Chatziríga | Grèce                  | 23 s 48 |          |
| 35   | 6     | 2                     | Schillonie Calvert-Powell     | Jamaïque               | 23 s 52 |          |
| 36   | 2     | 8                     | Sindija Bukša                 | Lettonie               | 23 s 53 |          |
| 37   | 1     | 5                     | Phil Healy                    | Irlande                | 23 s 56 |          |
| 38   | 5     | 6                     | Lorraine Martins              | Brésil                 | 23 s 56 |          |
| 39   | 5     | 5                     | Zhang Man                     | Chine                  | 23 s 60 |          |
| 40   | 2     | 4                     | Archana Suseentran            | Inde                   | 23 s 65 |          |
| 41   | 3     | 7                     | Vitória Cristina Rosa         | Brésil                 | 23 s 81 |          |
| 42   | 1     | 8                     | Zoe Hobbs                     | Nouvelle-Zélande       | 23 s 94 |          |
| 43   | 5     | 7                     | Shanti Pereira                | Singapour              | 24 s 00 |          |
|      | 5     | 9                     | Blessing Okagbare             | Nigeria                | DQ      | 163.3(a) |
| 6    | 6     | Natacha Ngoye Akamabi | République du Congo           |                        | DQ      | 163.3(a) |
| 1    | 7     | Marie-Josée Ta Lou    | Côte d'Ivoire                 | DNS                    | DNS     |          |
| 1    | 9     | Dafne Schippers       | Pays-Bas                      | DNS                    | DNS     |          |
| 3    | 4     | Ketura Ndoye Ti Nzapa | République centrafricaine     | DNS                    | DNS     |          |

## Légende
Records et Performances
- AR : Record continental (area record)
- CR : Record des championnats (championship record)
- MR : Record du meeting (meet record)
- NR : Record national (national record)
- OR : Record olympique (olympic record)
- PR : Record paralympique (paralympic record)
- PB : Record personnel (personal best)
- SB : Meilleure performance personnelle de la saison (season's best)
- WL : Meilleure performance mondiale de l'année (world leader)
- WJR : Record du monde junior (world junior record)
- WR : Record du monde (world record)

Circonstances et Conditions
- DNF : N'a pas terminé (did not finish)
- DNS : N'a pas pris le départ (did not start)
- DQ : Disqualification (disqualification)
- NM : Aucun essai valable enregistré (No Mark)
- Q : Qualifié « directement » au prochain tour (ou à la prochaine compétition), lors d'une compétition majeure, grâce au classement ou à la réalisation des minima (automatic qualifier)
- q : Qualifié au prochain tour (ou à la prochaine compétition), lors d'une compétition majeure, grâce au repêchage ou à la réalisation de l'une des meilleures performances parmi celles des « non qualifiés directement » (grâce au meilleur temps ou à la meilleure distance par exemple) (secondary qualifier)